# Компаунд (жилой комплекс)
Компаунд (жилой комплекс) (от лат. componere — соединять) в девелопменте недвижимости — комплекс частных и многоквартирных жилых домов c собственной развитой инфраструктурой, расположенной непосредственно на участке, обособленном по внешнему периметру и закрытом для прохода/посещения нерезидентами.

## История термина
Изначально термин употреблялся для обозначения (в научных работах западных учёных) традиционной формы китайского домовладения, предназначенного для совместного проживания членов большой семьи и состоявшего из нескольких домов, огороженных по периметру участка стеной. По мнению некоторых исследователей, размер и расположение такого жилья отражало в себе конфуцианские идеи иерархического социального порядка и взаимозависимость членов семьи.
В результате традиционный компаунд включал в себя следующие обязательные характеристики:
1) Общая инфраструктура;
2) Расширенное (ненуклеарное) семейное домохозяйство (включающее в себя несколько семей, связанных друг с другом родственными узами);
3) Наличие личных, частично личных и общественных мест;
4) Функциональная необходимость в наличии специфической структуры и соответствующего управления ею;
5) Определённый уровень социального и экономического взаимодействия домохозяйств, входящих в компаунд.
Постепенно понятие «компаунд» стало применяться и по отношению к местам проживания с аналогичными характеристиками по всему миру. Наиболее известным примером этого является компаунд Кеннеди (en), личная резиденция семьи Кеннеди, расположенная в Массачусетсе на берегу Атлантического океана.
В целом (за исключением наличия расширенного семейного хозяйства) первоначальные характеристики компаунда сохранились и в его современных интерпретациях.

## Обособленность от прилегающих территорий
Важной характеристикой компаунда является наличие собственной огороженной территории, доступ на которую фактически полностью закрыт для посторонних. В комплексах подобного типа всегда есть охрана, строго контролирующая доступ внутрь. В некоторых странах (например, в Саудовской Аравии и КНР) даже жители одного компаунда могут быть ограничены в праве доступа во все помещения на территории комплекса (что достигается, например, специальным кодированием личного магнитного ключа)

## Компаунды сегодня

### Китай
На сегодняшний день большая часть современного жилья в крупных городах Китая строится по типу компаундов (то есть, несколько многоэтажных домов, оформленных в едином стиле и расположенных внутри общей территории, обнесённой оградой). Компаунды, построенные на территории КНР, могут представлять собой целые кластеры небоскрёбов, размещённых на достаточно больших огороженных территориях и фактически представляя собой большой город внутри ещё большего по размеру города.

### Ближний Восток
В регионах Ближнего Востока компаунды являются самой распространённой формой для проживания представителей Западной Европы и США. Важной характеристикой здесь также является общность и обустроенность территории; при этом варианты проживания в подобного рода комплексах далеко не обязательно относятся к категории элитного жилья. С другой стороны, проживание в подобных комплексах, обустроенных с учётом высочайших требований к комфорту, является для представителей западных государств определённой гарантией собственной безопасности от возможных конфликтов с местным населением.

### Россия
Компаунд как одна из разновидностей коттеджного посёлка появился в России в начале 2000-х годов. Руководствуясь во многом маркетинговыми причинами, риелторы и делевоперы называли продаваемые комплексы заимствованными из-за рубежа терминами, что зачастую требовало формирования своеобразной категориальной базы для этих понятий. Так одной из характеристик компаунда, отличавшего его от прочих типов коттеджных посёлков, называлась, в частности, его специальная ориентированность для сдачи в аренду. Однако по мере ознакомления отечественных специалистов с особенностями различных жилых комплексов за рубежом, понятие «компаунд» стало постепенно применяться по отношению к объединённым в обособленную территорию жилым комплексам на территории города (при этом, в качестве отличия от таунхауса, компаунд может совмещать в себе различные типы жилья различной высотности).